# Frisón de Föhr
El frisón de Föhr (autoglotónimo: Fering, en alemán: Föhrer Friesisch, Ferring o Föhring) es un dialecto del idioma frisón septentrional, hablado en la isla de Föhr. Junto con los dialectos Söl'ring, Öömrang y Halunder, forma parte del grupo insular de los dialectos frisones del norte; es muy similar al Öömrang. Difiere de los dialectos de tierra firme por la influencia relativamente intensa que ha sufrido por parte de la lengua danesa.